# László Bíró
László József Bíró (em húngaro:  Bíró László József; em castelhano:  Ladislao José Biro) (Budapeste, 29 de setembro de 1899 — Buenos Aires, 24 de outubro de 1985) foi um inventor húngaro naturalizado argentino. Era judeu, tal como a restante família.
Inventou a moderna caneta esferográfica.
Bíró nasceu em Budapeste, Áustria-Hungria, em 1899. Apresentou sua primeira versão da caneta esferográfica na Feira Internacional de Budapeste, em 1931. Quando trabalhava como jornalista na Hungria, percebeu que a tinta usada na impressão de jornais secava rapidamente, deixando a folha impressa seca e sem manchas. Tentou usar a mesma tinta em uma caneta-tinteiro, percebendo que a tinta não fluia para a ponta da mesma, pois era muito viscosa. Trabalhando juntamente com seu irmão Georg, um químico, desenvolveu uma nova ponta, consistindo de uma esfera que girava livremente na ponta da caneta, e assim que a mesma fosse colocada na posição de escrever a esfera era molhada na tinta de um cartucho, esfera esta que rotacionada devido ao atrito com uma folha de papel deixava uma trilha de tinta. Biró patenteou a invenção em Paris, em 1938.